# Liga Nordestina de Futebol Americano
A Liga Nordestina de Futebol Americano (LINEFA) é uma associação de equipes de futebol americano no Nordeste do Brasil, que foi formalizada em 15 de janeiro de 2011 por sete equipes de quatro estados para organizar o torneio homônimo em 2011. A Liga Nordeste deu sequência ao Nordeste Bowl, na época campeonato interestadual do Nordeste organizado pela Associação Nordestina de Futebol Americano (ANEFA), que teve apenas as edições de 2008 e 2009.
Em 2016, a LINEFA volta a organizar a competição interestadual, utilizando o nome Liga Nordeste, agora competição de acesso à Conferência Nordeste da divisão de elite do Campeonato Brasileiro de Futebol Americano. A LINEFA ainda organizou mais duas edições da competição, em 2017 e 2018.

## Liga Nordestina de 2011
A primeira temporada da Liga Nordestina contou com os sete times fundadores da LINEFA, começando em 14 de maio e terminando em 12 de novembro. Os times dos quatros estados foram distribuídos nas divisões Norte (Ceará e Rio Grande do Norte) e Sul (Paraíba e Pernambuco).
Como as divisões possuem números diferentes de equipes, decidiu-se que todo time faria quatro jogos, dois em casa e dois fora de casa. Na divisão Sul haveria jogos de ida e volta, enquanto que na divisão Norte as partidas foram definidas por sorteio. O campeão de uma divisão enfrentaria o segundo colocado da outra na fase de semifinais. Os vencedores disputariam a grande final, o Nordeste Bowl em novembro.
Como não houve campeonatos estaduais devido à liga, considerou-se campeão estadual aquela equipe que melhor se classificar entre os competidores do mesmo estado.

### Equipes participantes
Divisão Norte
- Estácio Cangaceiros
- Dragões do Mar de Fortaleza
- Sport Club Bulls Potiguares
- Natal Scorpions

Divisão Sul
- João Pessoa Espectros
- Recife Mariners
- Recife Pirates

### Temporada regular
| 1 | Natal Scorpions             | 3 | 1 | 61 | 76 | 2 | 2 | DVVV |
| 2 | Dragões do Mar              | 3 | 1 | 63 | 81 | 2 | 2 | VVDV |
| 3 | Sport Club Bulls Potiguares | 2 | 2 | 90 | 66 | 2 | 2 | VDVD |
| 4 | Estácio Cangaceiros         | 0 | 4 | 55 | 67 | 2 | 2 | DDDD |

| 1 | João Pessoa Espectros | 4 | 0 | 149 | 15  | 3 | 2 | VVVV |
| 2 | Recife Mariners       | 2 | 2 | 39  | 41  | 2 | 2 | VDVD |
| 3 | Recife Pirates        | 0 | 4 | 6   | 117 | 2 | 2 | DDDD |

#### Resultados
| Data           | Visitante                   | Placar  | Mandante                    | Local                   |
| -------------- | --------------------------- | ------- | --------------------------- | ----------------------- |
| 14 de Maio     | Recife Mariners             | 09 - 00 | Recife Pirates              | Recife                  |
| 22 de Maio     | Sport Club Bulls Potiguares | 34 - 03 | Natal Scorpions             | Natal                   |
| 4 de Junho     | Recife Pirates              | 06 - 44 | João Pessoa Spectros        | João Pessoa             |
| 12 de Junho    | Estácio Cangaceiros         | 03 - 06 | Natal Scorpions             | Natal                   |
| 3 de Julho     | Dragões do Mar de Fortaleza | 08 - 05 | Estácio Cangaceiros         | Fortaleza               |
| 16 de Julho    | João Pessoa Espectros       | 07 - 02 | Recife Mariners             | Cabo de Santo Agostinho |
| 23 de Julho    | Sport Club Bulls Potiguares | 22 - 26 | Dragões do Mar de Fortaleza | Fortaleza               |
| 14 de Agosto   | Estácio Cangaceiros         | 21 - 22 | Sport Club Bulls Potiguares | São Paulo do Potengi    |
| 27 de Agosto   | Natal Scorpions             | 21 - 13 | Dragões do Mar de Fortaleza | Fortaleza               |
| 10 de Setembro | Recife Pirates              | 00 - 21 | Recife Mariners             | Cabo de Santo Agostinho |
| 17 de Setembro | João Pessoa Espectros       | 43 - 00 | Recife Pirates              | Olinda                  |
| 18 de Setembro | Dragões do Mar de Fortaleza | 16 - 12 | Sport Club Bulls Potiguares | São Paulo do Potengi    |
| 25 de Setembro | Recife Mariners             | 07 - 34 | João Pessoa Espectros       | João Pessoa             |
| 15 de Outubro  | Natal Scorpions             | 31 - 26 | Estácio Cangaceiros         | Fortaleza               |

### Playoffs
|  | Semifinais                  | Semifinais                  | Semifinais      |                 |                       | Final                 | Final | Final |  |
|  |                             |                             |                 |                 |                       |                       |       |       |  |
|  | João Pessoa Espectros       | João Pessoa Espectros       | 21              |                 |                       |                       |       |       |  |
|  | João Pessoa Espectros       | João Pessoa Espectros       | 21              |                 |                       |                       |       |       |  |
|  | Dragões do Mar de Fortaleza | Dragões do Mar de Fortaleza | 0               |                 |                       |                       |       |       |  |
|  | Dragões do Mar de Fortaleza | Dragões do Mar de Fortaleza | 0               |                 | João Pessoa Espectros | João Pessoa Espectros | 34    |       |  |
|  |                             |                             |                 |                 | João Pessoa Espectros | João Pessoa Espectros | 34    |       |  |
|  |                             |                             | Recife Mariners | Recife Mariners | 02                    |                       |       |       |  |
|  | Natal Scorpions             | Natal Scorpions             | Recife Mariners | Recife Mariners | 02                    | 12                    |       |       |  |
|  | Natal Scorpions             | Natal Scorpions             |                 |                 |                       |                       |       |       |  |
|  | Recife Mariners             | Recife Mariners             | 20              |                 |                       |                       |       |       |  |

#### Resultados
Semifinais
| 29 de outubro |  | Dragões do Mar de Fortaleza | 0–21 | João Pessoa Espectros |  | Estádio Almeidão, João Pessoa |  |

| 30 de outubro |  | Recife Mariners | 20–12 | Natal Scorpions |  | SESI Clube, Natal |  |

Final
| 12 de novembro |  | João Pessoa Espectros | 34–02 | Recife Mariners |  | Estádio da Graça, João Pessoa |  |

### Premiação
| Liga Nordeste de 2011                      |
| Paraíba                                    |
| ------------------------------------------ |
| João Pessoa Espectros Campeão (2.º título) |

## Programação em 2013[7]
- Grupo Norte:

1. Ceará Cangaceiros
2. Fortaleza Lions
3. Mossoró Petroleiros
4. Natal Scorpions
5. João Pessoa Espectros

- Grupo Centro:

1. Dragões do Mar
2. Ceará Fênix
3. América Bulls
4. Treze Roosters
5. Recife Mariners

- Grupo Sul:

1. Recife Pirates
2. Maceió Marechais
3. Sergipe Bravos
4. Confiança Imortais
5. Salvador Kings

## Programação em 2012
As partidas da Divisão Nordeste se iniciaram no dia 01/07 com a equipe Campeã do Nordeste em 2011, o Botafogo Espectros, que jogou contra a equipe que foi segunda colocada do campeonato, o Recife Mariners.
A novidade da edição de 2012 ficou por conta de sua grande divulgação e repercussão, fato este que constata o crescimento da modalidade esportiva em toda a região Nordeste. Para tanto, foram disponibilizadas as transmissões das finais ao vivo bem como reprises dos jogos pelo website TvCaju o qual pode ser acessado em:
- Conferência Nordeste 2012 - TvCaju

Tal inciativa reflete a crescente preocupação em organizar e divulgar para todo o país o projeto de formação do Futebol Americano nordestino o que se faz mediante sua visibilidade e por troca de experiências na área.
A competição reuniu dez times, divididos em três grupos:
- Grupo Norte:

1. América Bulls
2. Natal Scorpions
3. Dragões do Mar
4. Estácio de Sá Cangaceiros

- Grupo Centro:

1. Recife Pirates
2. Recife Mariners
3. Botafogo Espectros

- Grupo Sul:

1. Maceió Marechais
2. Sergipe Bravos
3. Salvador All Saints

### Fase final
|  | Semifinais         | Semifinais         | Semifinais    | Semifinais |    |   | Final | Final | Final | Final |
|  |                    |                    |               |            |    |   |       |       |       |       |
|  | Sergipe Bravos     |                    |               | 9          |    |   |       |       |       |       |
|  | América Bulls      |                    |               | 50         |    |   |       |       |       |       |
|  | América Bulls      |                    | América Bulls | 50         |    |   | 14    |       |       |       |
|  |                    |                    |               |            |    |   | 14    |       |       |       |
|  |                    | Botafogo Espectros |               |            | 28 |   |       |       |       |       |
|  | Dragões do Mar     | Botafogo Espectros |               |            | 28 | 0 |       |       |       |       |
|  | Dragões do Mar     |                    |               |            |    | 0 |       |       |       |       |
|  | Botafogo Espectros |                    |               | 20         |    |   |       |       |       |       |

| Conferência Nordeste de 2012      |
| Paraíba                           |
| --------------------------------- |
| Botafogo Espectros                |
| 5º título da Conferência Nordeste |